# فرناندو بانديرينيا
فرناندو بانديرينيا (بالبرتغالية: Fernando Óscar Bandeirinha Barbosa‏) (مواليد 26 نوفمبر 1962) هو لاعب كرة قدم. يلعب مع منتخب البرتغال لكرة القدم. سبق له أن لعب في كأس العالم لكرة القدم مع منتخب بلاده.

## روابط خارجية
- فرناندو بانديرينيا على موقع الاتحاد الدولي (مؤرشف)  (الإنجليزية)
- فرناندو بانديرينيا على موقع الاتحاد الأوربي (الإنجليزية)
- فرناندو بانديرينيا على موقع قاعدة بيانات كرة القدم.إي يو (الإنجليزية)
- فرناندو بانديرينيا على موقع قاعدة بيانات كرة القدم.إي يو (الإنجليزية)